# Scotoecus pallidus
Scotoecus pallidus é uma espécie de morcego da família Vespertilionidae. Pode ser encontrada no Bangladesh, Índia e Paquistão.

Está ameaçada por perda de habitat.